# Cerapachys macrops
Cerapachys macrops é uma espécie de formiga do gênero Cerapachys.